# Ponzio di Melgueil
Ponzio di Melgueil, o Pons de Melgueil (Mauguio, 1075 – Roma, 28 dicembre 1125 o 29 dicembre 1126), è stato un abate e cardinale francese, il settimo dell'abbazia di Cluny.

## Biografia
Alla morte di Ugo di Cluny, avvenuta nel 1109, Cluny era al culmine della sua potenza; grazie all'aura di santità che si era creata intorno alla sua persona, durante il suo abbaziato le donazioni si moltiplicarono e furono più di cento i monasteri che entrarono a far parte della congregazione. Il suo successore, Ponzio di Melgueil, si trovò a far fronte alle difficoltà, dipese dalla gestione delle risorse.
I biografi cluniacensi si sono occupati poco o nulla della figura di questo abate; le notizie che possediamo sono frammentarie e confuse. Proveniente da una famiglia comitale, egli vantava una parentela con lo stesso imperatore; inoltre, secondo il cronista Orderico Vitale, il futuro papa Pasquale II ne era il padrino, cosa che renderebbe plausibile la fulminea carriera ecclesiastica che lo condusse agli onori dell'abbaziato di Cluny poco più che ventenne.

### L'abbaziato
L'abbaziato di Ponzio, uomo sicuramente capace, fu segnato da gravi errori che ne hanno offuscato irrimediabilmente l'immagine. Il primo fu l'attacco portato a papa Pasquale II, da lui accusato di viltà per le concessioni fatte ad Enrico V sulle investiture. Tuttavia il papa, pur accusato di eresia, uscì brillantemente dalla disputa, costringendo gli accusatori a ritrattare e, tra l'altro, minacciando di revocare i privilegi concessi a Cluny.
Il secondo errore consisté nell'aver presentato la propria candidatura al soglio pontificio: egli ne risultò sconfitto da Guido di Vienne, eletto papa con il nome di Callisto II, procurando così un'umiliazione gravissima a Cluny, forse la prima patita.
Peraltro i rapporti con il papa divennero presto ottimi, tanto che, anche a seguito della partecipazione di Ponzio alla preparazione del concordato di Worms (1122), il papa lo creò cardinale diacono (ma la diaconia è ignota).
Nel frattempo però gli scontri con l'episcopato francese si fecero sempre più intensi, e anche all'interno dell'abbazia sorsero gravi contrasti, forse dovuti alla resistenza dei monaci cluniacensi tradizionalisti di fronte alle riforme disciplinari proposte da Ponzio; fatto sta che Ponzio fu convocato a Roma nel marzo del 1122, e ne seguirono le sue dimissioni (o la deposizione da parte del papa) dalla carica di abate.
Lo sostituì Pietro di Montboissier, detto il Venerabile, seppur preceduto dal brevissimo (tre mesi soltanto) abbaziato di Ugo II.

### Dopo l'abbaziato
Ponzio nel frattempo compì un pellegrinaggio in Terrasanta, dove a Gerusalemme fu accolto come uomo di grande santità,  e al suo rientro si fermò in una località allo sbocco della Valsugana, Campese (attualmente in provincia di Vicenza) dove incontrò l'attenzione di un gruppo di signori locali: i Camposampiero, i da Romano, i Crespignaga ecc., che lo aiutarono a fondare un monastero di ispirazione cluniacense con varie donazioni di terre nel 1124-1125.
Ma Ponzio compì il terzo errore, il più grave: tentò infatti di rioccupare il suo posto di abate a Cluny.
Orderico Vitale sostiene che il tentativo non fu deliberato e pianificato: Ponzio si recò in visita a Cluny per incontrare i suoi vecchi confratelli, ma l'accesso gli fu impedito, in assenza dell'abate che era in viaggio, dal priore Bernard Gros. I monaci rimasti dalla parte di Ponzio insorsero, e con l'aiuto di soldati e popolani del vicino borgo reinsediarono Ponzio nella carica di abate, contro la sua volontà.
Di fronte a questi fatti, l'arcivescovo di Lione lo scomunicò, e il papa Onorio II, dopo aver confermato la scomunica, lo convocò a Roma per essere processato. Durante il soggiorno a Roma si ammalò, probabilmente di malaria, e morì in carcere nel 1125 o nel 1126.
Un'affascinante tesi lo vorrebbe vittima di una trappola architettata dall'abate Pietro e dal priore Bernard Gros.